# Karen Briggs (musicienne)
Pour les articles homonymes, voir Karen Briggs et Briggs.
Karen Briggs, née le 12 août 1963, également connue sous le nom de Lady in Red, est une violoniste américaine. Né à Manhattan dans une famille de musiciens, Briggs a commencé le violon à 12 ans et commence à jouer professionnellement à 15 ans. Briggs rejoint le Virginia Symphony Orchestra (en) alors qu'elle était encore à l'université, mais n'a pas apprécié la musique classique et quitte l'orchestre après quatre ans. Depuis, elle se produit principalement dans les genres instrumentaux jazz et contemporains.
Connue pour avoir passé treize ans en tournée avec le musicien instrumental contemporain Yanni, Briggs a reçu le surnom de Lady in Red tout en jouant en tant que soliste durant la tournée de Yanni Live at the Acropolis (en) tour. Après s'être séparée de Yanni en 2004, elle part en tournée avec d'autres groupes dont l'éphémère groupe de jazz fusion Vertú (en). Briggs s'est produit dans des lieux tels que Carnegie Hall et le John F. Kennedy Center for the Performing Arts, et a joué ou collaboré avec Dave Grusin, Diana Ross, le Wu-Tang Clan, En Vogue et Chaka Khan.

## Biographie
Briggs est née à Manhattan, New York, le 12 août 1963. Ses parents sont Frank Briggs, Jr. et Ruthie Powell. Son père jouait du saxophone et chantait dans un groupe de Doo-wop, son grand-père jouait de la trompette et du piano, et de nombreux autres membres de sa famille étaient soit musiciens, soit chanteurs. La famille a vécu dans le quartier de Harlem à Manhattan et à Englewood, dans le New Jersey, avant de déménager à Portsmouth, en Virginie, où Karen a grandi. Briggs a commencé à prendre des cours de violon à douze ans et, enfant, avait un talent pour jouer des morceaux de violon à l'oreille,.
Briggs était à la tête de l'orchestre de sa classe à l'adolescence et s'est produite lors d'un concours à la Woodrow Wilson High School (en). Elle a également joué aux côtés de son père et de ses collègues, et grâce leurs encouragements, elle prend la décision à 15 ans de devenir violoniste de jazz professionnelle. Après avoir obtenu son diplôme d'études secondaires en 1981, elle rejoint le Norfolk State College où elle se spécialise en éducation musicale et en études des médias de masse. Elle est la première membre de sa famille à étudier à l'université.

## Carrière musicale
En 1983, alors qu'elle étudie encore au Norfolk State College, Briggs commence à se produire au Virginia Symphony Orchestra. Briggs trouve la musique classique restrictive, et après quatre ans au Virginia Symphony Orchestra, Briggs pari pour New York en 1987 cherchant à jouer du jazz. Au cours de son bref séjour à New York, elle remporte plusieurs concours amateurs à l'Apollo Theater. En 1988, Briggs se marie et a déménage à Los Angeles, en Californie, où elle devient une interprète fréquente du club de jazz Marla's Memory Lane. La première tournée professionnelle de Briggs a lieu avec le groupe d'ensemble de 100 musiciens Soul II Soul ; elle fait une tournée aux États-Unis et au Japon avec le groupe en 1989,.
En 1991, Briggs auditionne avec le musicien instrumental contemporain Yanni. Elle obtient un rôle dans sa tournée en jouant une représentation de sa pièce Within Attraction. Linda Evans, alors en couple avec Yanni, fait pression pour que Briggs soit soliste vedette de la tournée Live at the Acropolis. Les performances de Briggs pendant la tournée lui valent une large reconnaissance et le surnom de «Lady in Red»,. Cette reconnaissance conduit Briggs à jouer au Carnegie Hall aux côtés du pianiste Dave Grusin, une apparition avec Diana Ross dans The Oprah Winfrey Show et une apparition dans The Tonight Show avec Jay Leno. Sa performance avec Gruisin au Carnegie Hall est ensuite été intégrée au film Music of the Heart,,,. Briggs fait des tournées avec Yanni pendant treize ans, y compris les tournées Live at the Acropolis, Tribute (en) et Ethnicity (en),. Dans une interview de 2004 avec The HistoryMakers (en), Briggs rappelle qu'elle aurait peut-être eu plus de succès commercial si elle s'était séparée de Yanni après Live at the Acropolis pour poursuivre sa carrière solo.
Après sa collaboration avec Yanni, Briggs rejoint Stanley Clarke, Lenny White, Richie Kotzen et Rachel Z pour former le groupe de jazz fusion Vertú. Le groupe ne dure pas, mais sort un album, en 1999,. Elle se produit au festival annuel Mary Lou Williams Women in Jazz au John F. Kennedy Center for the Performing Arts en 2001, 2004 et 2007, et  au KC Jazz Club du Kennedy Center en 2010,. Elle se produit également au Montreux Jazz Festival le 3 juillet 1999 avec le groupe Vertù dans l'auditorium Stravinski,,.
Sa performance au KC Jazz Club vient en appui à l'album Soulchestral Groove, que Briggs sort indépendamment en 2009. C'est le troisième album de Briggs, après Karen sorti en 1992 et Amazing Grace sorti en 1996,. Briggs  rejoint ensuite le Lao Tizer Jazz Quartet et se produit également avec le groupe entièrement féminin Jazz in Pink,. Parmi les autres artistes avec lesquels Briggs a joué figurent Wu-Tang Clan, En Vogue et Chaka Khan.

## Discographie
Solo
- Karen (1992)
- Amazing Grace (1996)
- Soulchestral Groove (2009)

Avec Vertu
- Vertú (1999)